# شركة البحرين للسينما
تقوم بإنتاج العديد من الأفلام السينمائية، كما تقوم بعرض الأفلام في شاشاتها في البحرين، منافستها الوحيدة في البحرين هي شركة الدانة للسينما.
من إنتاجات الشركة:
- حكاية بحرينية
- زائر
- حاجز